# Колдвелл (Арканзас)
Колдвелл (англ. Caldwell) — місто (англ. city) в США, в окрузі Сент-Френсіс штату Арканзас. Населення — 451 особа (2020).

## Географія
Колдвелл розташований на висоті 73 метри над рівнем моря за координатами 35°4′29″ пн. ш. 90°48′34″ зх. д. / 35.07472° пн. ш. 90.80944° зх. д. (35.074794, -90.809455). За даними Бюро перепису населення США в 2010 році місто мало площу 7,78 км², з яких 7,74 км² — суходіл та 0,05 км² — водойми. В 2017 році площа становила 8,30 км², з яких 8,25 км² — суходіл та 0,05 км² — водойми.

## Демографія
Згідно з переписом 2010 року, у місті мешкало 555 осіб у 223 домогосподарствах у складі 160 родин. Густота населення становила 71 особа/км². Було 243 помешкання (31/км²).
Расовий склад населення:
| - 79,8 % — білих - 14,6 % — чорних або афроамериканців - 0,5 % — азіатів - 0,4 % — корінних американців - 2,3 % — осіб інших рас |

До двох чи більше рас належало 2,3 %. Іспаномовні складали 6,1 % від усіх жителів.
За віковим діапазоном населення розподілялося таким чином: 23,1 % — особи молодші 18 років, 59,6 % — особи у віці 18—64 років, 17,3 % — особи у віці 65 років та старші. Медіана віку мешканця становила 41,1 року. На 100 осіб жіночої статі у місті припадало 99,6 чоловіків; на 100 жінок у віці від 18 років та старших — 100,5 чоловіків також старших 18 років.
Середній дохід на одне домашнє господарство становив 55 400 доларів США (медіана — 33 623), а середній дохід на одну сім'ю — 47 831 долар (медіана — 39 028). За межею бідності перебувало 27,6 % осіб, у тому числі 71,3 % дітей у віці до 18 років та 26,0 % осіб у віці 65 років та старших.
Цивільне працевлаштоване населення становило 233 особи. Основні галузі зайнятості: виробництво — 31,8 %, освіта, охорона здоров'я та соціальна допомога — 17,6 %, роздрібна торгівля — 15,9 %.